# Salumäe
Salumäe es una localidad del municipio de Anija en el condado de Harju, Estonia, con una población estimada a final del año 2011 de 52 habitantes. 
Se encuentra ubicada al este del condado, cerca de los ríos Jägala y Aavoja y de la costa del mar Báltico.